# Sigulang
Sigulang is een bestuurslaag in het regentschap Padang Sidempuan van de provincie Noord-Sumatra, Indonesië. Sigulang telt 1155 inwoners (volkstelling 2010).